# Thomas Tartler
Thomas Tartler magyaros névalakban Tartler Tamás (Brassó, 1700. október 9. – 1770. február 8.) evangélikus lelkész.

## Élete
Brassóban édesapja asztalosmester volt és korán elhunyt, a fiút Paul Neidel városi lelkész nevelte. 1717-től a brassói gimnáziumot végezte, 1724-ben a hallei egyetemre ment és 1731. június 25-én tért vissza. 1735-ben lektor, 1739. november 5-én másodtanító (conrector) és 1744. december 30-án rektor lett a brassói gimnáziumban. 1749 áprilisától ugyanott városi lelkész volt és 1751. május 1-jén Prázsmárra hívták meg lelkésznek. Az 1753., 1761. és 1753. évi barcasági zsinatokon jelen volt. 1756-ban a pestis elnyomása körül lett érdemeiért Mária Terézia királynőtől arany emlékérmet kapott.

## Munkája
- Gratilationsgedicht an Samuel Herbert. Kronstadt, 1736.

Kézirati munkáit Trausch felsorolja és ismerteti. Krónikáját 1700-1770. a Századok 1905. 697. l. ismerteti. Diariuma 1716-1740. szintén kéziratban megvan a Magyar Nemzeti Múzeumban.